# Hendrik van Lunteren

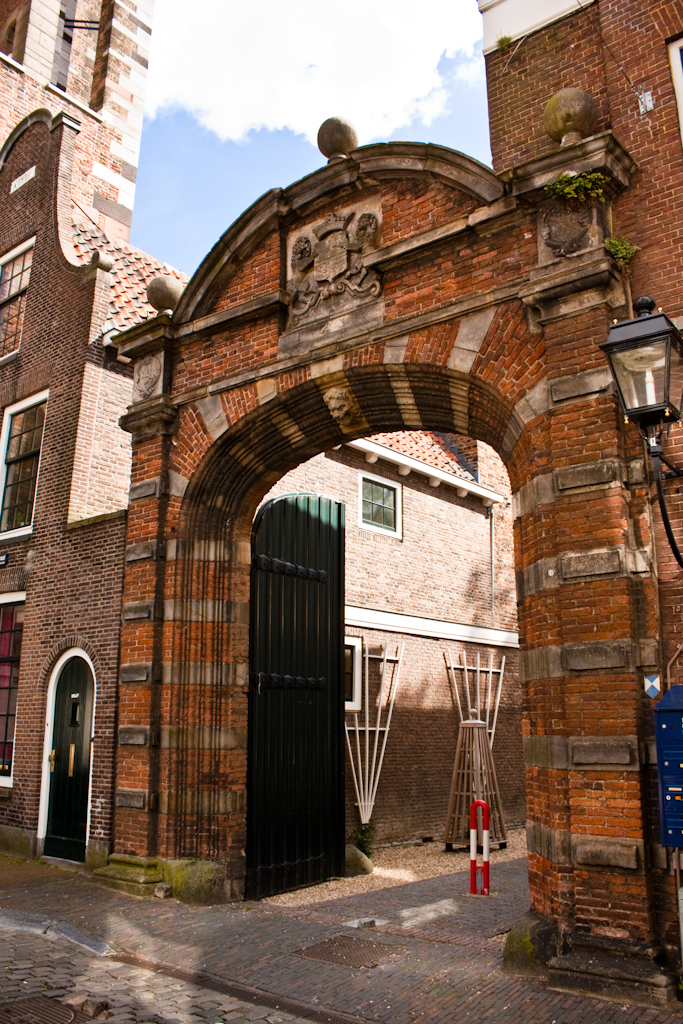
Voormalige poort van het Bisschopshof aan de Utrechtse Servetstraat, later deel uitmakend van Flora’s Hof.

Hendrik van Lunteren (Doorn, 3 september 1780 – Utrecht, 18 mei 1848) was een Nederlandse tuinarchitect en kweker.
Na een studie van een jaar in Engeland kwam Van Lunteren begin 19e eeuw in de stad Utrecht te wonen. Onderaan de Domtoren begon hij met zijn broer dankzij een nalatenschap van Hendrik Swellengrebel jr. in de Servetstraat een kwekerij onder de noemer Flora’s Hof. Hij kweekte er onder meer vruchtbomen en oranjeriegewassen. De kwekerij kreeg al spoedig het predicaat Hofleverancier. 
In Utrecht ontwierp Hendrik van Lunteren het park rond de buitenplaatsen Het Hoogeland en Oorsprong. Ook diverse andere ontwerpen zijn van hem bekend zoals Randenbroek te Amersfoort, het Engelse Werk te Zwolle, het Valkhof te Nijmegen,  Landgoed Pijnenburg te Baarn en Sandwijck en vermoedelijk Vollenhoven te De Bilt. Zijn ontwerpen karakteriseren zich door een gebruikmaking van de Engelse landschapsstijl. Familie van Van Lunteren, zoals zijn zoon Samuel Adrianus, trad in zijn voetsporen, en hield nog twee generaties de kwekerij in stand. Rond 2009 is op een deel van de oude kwekerij een tuin ingericht.